# Justin Gimelstob
Justin Gimelstob (Livingston, 26 de Janeiro de 1977) é um ex-tenista profissional estadunidense.

## Duplas Mistas: 3 (2 títulos)
| Posição | Ano  | Campeonato      | Piso   | Parceira       | Oponentes                 | Placar   |
| ------- | ---- | --------------- | ------ | -------------- | ------------------------- | -------- |
| Campeão | 1998 | Australian Open | Duro   | Venus Williams | Helena Suková Cyril Suk   | 6–2, 6–1 |
| Campeão | 1998 | Roland Garros   | Saibro | Venus Williams | Serena Williams Luis Lobo | 6–4, 6–4 |